# Noelia Etcheverry
María Noelia Etcheverry Daset (Trinidad, 31 de marzo de 1986) es una presentadora de televisión uruguaya.

## Biografía

### Primeros años
Nació el 31 de marzo de 1986 en Trinidad, Departamento de Flores, en el seno de una familia de origen vasco, como la hija menor de Diego Etcheverry y Graciela Daset, una enfermera; tiene un hermano, Diego Gabriel.
Asistió a la Escuela N° 31 “República Argentina”, y al Liceo N° 2. A los trece años de edad se desempeñó como telonera en un concierto de Los Nocheros, y desde entonces comenzó a cantar en eventos. A los quince años fue invitada a conducir el ciclo cultural Sin Fronteras, emitido en Canal 8 Telediario Cable de su ciudad natal.
A los 17 años, tras terminar sus estudios secundarios, se trasladó a Montevideo; en un primer momento comenzó a estudiar relaciones internacionales, pero luego se licenció en comunicación en la Universidad de la República, y obtuvo una titulación como profesora de piano en el Conservatorio María Angélica Piola.

### Trayectoria
Ingresó a los medios en 2005, tras ganar el Concurso Nacional de Talentos para Televisión –“Conta”–  organizado por Canal 10. De esta manera comenzó como notera del programa La culpa es nuestra, encargándose entre otras cosas, de cubrir la temporada estival en Punta del Este. Tras realizar una audición en la cadena, fichó como conductora de Desvelados, programa de trasnoche que estuvo al aire hasta mediados de 2006. Durante varios años trabajó como asistente de producción para Canal 5, Telemental, Consentidas de Canal 10 y Verano a la Carta de VTV, para el cual también realizaba reportajes. A su vez, se incorporó a TV Ciudad para la cobertura del Carnaval.
Durante varios años se desempeñó en la Unidad de Comunicación del Ministerio del Interior. En 2017 fichó como notera y conductora de reemplazo del programa matutino de Canal 10, La mañana en casa, así como parte del equipo periodístico de la edición central de Subrayado. En 2018 fue reconocida como “mujer del año” del Departamento de Flores.
El 15 de junio de 2020 estrenó Amamos el Talento, un programa derivado de Got Talent Uruguay, el cual presentó, en un inicio junto a Annasofía Facello y posteriormente con Kairo Herrera. En marzo de 2022, Etcheverry reemplazó a María Noel Marrone en la conducción de Sonríe, te estamos grabando, después de que esta se incorporara a la edición vespertina de Subrayado.
En enero de 2023 confirmó que sería la conductora, junto a Rafael Cotelo, de La Voz Kids, adaptación uruguaya del concurso de talentos neerlandés The Voice Kids. En enero de 2024 se anunció que se encargaría de la conducción de La Voz, tras la partida de Natalia Oreiro. A fines de abril anunció que se retiraba de La mañana en casa para continuar con otros proyectos dentro de la cadena. A mediados de julio de 2024 fue anunciada como parte del elenco de la obra teatral ParaArnormales, dirigida por Adriana Da Silva.

## Televisión
| Programas           | Programas                   | Programas | Programas    |
| Año                 | Título                      | Canal     | Rol          |
| ------------------- | --------------------------- | --------- | ------------ |
| 2005                | La culpa es nuestra         | Canal 10  | Notera       |
| 2005-2006           | Desvelados                  | Canal 10  | Coconductora |
| 2017-2024           | La mañana en casa           | Canal 10  | Coconductora |
| 2017-2024           | Subrayado                   | Canal 10  | Columnista   |
| 2020-2022           | Amamos el talento           | Canal 10  | Coconductora |
| 2022-presente       | Sonríe, te estamos grabando | Canal 10  | Coconductora |
| 2023; 2025-presente | La Voz Kids                 | Canal 10  | Coconductora |
| 2024-presente       | La Voz                      | Canal 10  | Conductora   |

## Vida personal
Actualmente está en pareja con Fabricio Fernández, camarógrafo de Canal 10. El 28 de noviembre de 2020 anunció su primer embarazo, y el 12 de abril de 2021 nació su hija Olivia.